# Ana Cano
Pour les articles homonymes, voir Cano et González.
Ana María Cano González, née le 12 mai 1950 à Villarín (ast), dans la commune de Somiedo, dans les Asturies, est une philologue et professeure d’université espagnole, ancienne doyenne de la faculté de philologie de l’Université d'Oviedo et professeure émérite de cette institution depuis 2020.

## Parcours
Ana María Cano voit le jour dans la localité asturienne de Villarín, au sein de la principauté des Asturies. En 1967-1968, elle se distingue en obtenant la première place aux concours de magistère.  
En 1972, elle obtient une licence en philosophie et lettres à l’université d'Oviedo, couronnée du Prix extraordinaire de fin d’études. La même année, elle rejoint le département de philologie romane de cette université. Puis en 1974, elle devient membre de la Société de linguistique romane et l'année suivante, en 1975, elle soutient sa thèse de doctorat, intitulée El habla de Somiedo (Le discours de Somiedo), avec la mention honorifique.
En octobre 1995, Ana Cano intègre, aux côtés de Dieter Kremer (de) (Université de Trèves) et Jean Germain (Université de Louvain-la-Neuve), le bureau de direction du projet européen Dictionnaire Historique de l’Anthroponymie Romane (PatRom) panroman.
Pendant dix ans, elle exerce la fonction de doyenne de la faculté de philologie de l’université d’Oviedo, jusqu’à sa démission en 2008, en réaction à la décision du conseil de faculté d’exclure la langue asturienne des cursus officiels. Dès 2001, elle est nommée directrice de la revue Lletres Asturianes (LLAA), bulletin officiel de l’Académie de la langue asturienne, puis elle accède à la présidence de cette académie, succédant à l’écrivain Xosé Lluis García Arias, et demeure à ce poste jusqu’en 2017. En 2020, elle est nommée professeure émérite de l’université d’Oviedo.
En 2024, elle est membre du projet international Dictionnaire Étymologique Roman (DÉRom).
En février 2025, Ana Cano participe au Congresu Mundial de la Cultura Asturiana avec le thème El métodu «pallabres y coses» y la investigación etnográfica.

## Contributions et distinctions
- Membre du Board of Directors de l’International Council of Onomastic Sciences (ICOS) depuis 1999 ; réélue membre de ce conseil à Uppsala (Suède) en août 2002, lors du XXIe Congrès International des Sciences Onomastiques, pour un mandat de trois ans[1].
- Coordinatrice, depuis l’année universitaire 1999-2000, de divers programmes Erasmus-Socrates avec les universités de Timișoara et Cluj en Roumanie, ainsi qu’avec l’université de Bâle en Suisse.
- Représentante des doyens et directeurs de centres au sein du Conseil de Gouvernement de l’université d’Oviedo depuis le 11 juillet 2000[1].
- Correspondante de la revue Estudis Romànics, publiée par l’Institut d’études catalanes[1].
- Membre des correspondants internationaux de la Rivista Italiana di Onomastica (RIOn)[1].
- En 2018, Ana María Cano reçoit le prix Asturianos de braveza, décernés par l’Association Yumper, une institution œuvrant à la préservation des valeurs humaines, pour son engagement en faveur de la langue asturienne[6].
- En 2019, Ana Cano est choisie comme oratrice officielle de la Fiesta de la Trashumancia, célébrée aux lacs de Saliencia (es)[7].

## Travaux
- Co-responsable, avec Dieter Kremer (Université de Trèves) et Jean Germain (Université de Louvain-la-Neuve), de la publication du Dictionnaire historique de l’anthroponymie romane. Patronymica Romanica, édité par Max Niemeyer à Tübingen[8].
- (es) Ana María Cano González, El habla de Somiedo : Occidente de Asturias, Academia Llingua Asturiana, 2009, 343 p. (ISBN 9788481684889, lire en ligne).
- (es) Ana María Cano González, L'antroponimia asturiana y el procesu de castellanización documental, Lletres asturianes, 2012 (ISSN 0212-0534, lire en ligne).
- (es) Ana María Cano González, « ¿ Hai un romanceiru n'asturianu? », Lletres asturianes: Boletín Oficial de l'Academia de la Llingua Asturiana,‎ 1985 (lire en ligne, consulté le 5 février 2025).
- (es) Ana María Cano González, Dictionnaire historique des noms de famille romans, Oviedo, 1995.
- Ana María Cano González, Averamientu a la hestoria de la llingua asturiana, Academia de la Llingua Asturiana, 1987 (lire en ligne), p. 151-163.